# Бонапарт, Матильда
Матильда-Летиция Вильгельмина Бонапарт (фр. Mathilde-Létizia Wilhelmine Bonaparte; 27 мая 1820 — 2 января 1904) — французская принцесса, хозяйка знаменитого салона времён Второй империи и Третьей республики. Дочь брата Наполеона I Жерома и его второй жены Екатерины Вюртембергской.

## Биография
Родилась в Триесте, воспитывалась в Риме и Флоренции. Была невестой своего двоюродного брата, будущего Наполеона III, позднее помолвка была расторгнута. 1 ноября 1840 года в Риме вышла замуж за Анатолия Демидова. Незадолго до свадьбы Демидов получил от великого герцога Тосканы Леопольда II титул князя Сан-Донато, так как отец Матильды желал, чтобы она осталась принцессой. Княжеский титул Анатолия не признавался в России. В браке детей не было.
Брак между двумя сильными личностями, какими являлись Демидов и Матильда, был бурным. Князь настаивал на продолжении своей связи с Валентиной де Сен-Алдегонде, его желание встретило яростное сопротивление со стороны Матильды. В 1846 году Матильда бежала со своим любовником Эмильеном де Ньюверкерке, забрав драгоценности из своего приданого (они были выкуплены Демидовым у тестя и являлись его собственностью).
Мать принцессы Матильды была двоюродной сестрой императора Николая I, и тот принял сторону Матильды в её столкновении с супругом. Из-за этого Демидов большую часть жизни провёл за пределами России. В 1847 году был оформлен развод, по условиям которого Демидов должен был выплачивать годовое содержание бывшей жене в размере 200 000 франков, а после его смерти пенсион Матильде платили наследники Анатолия.

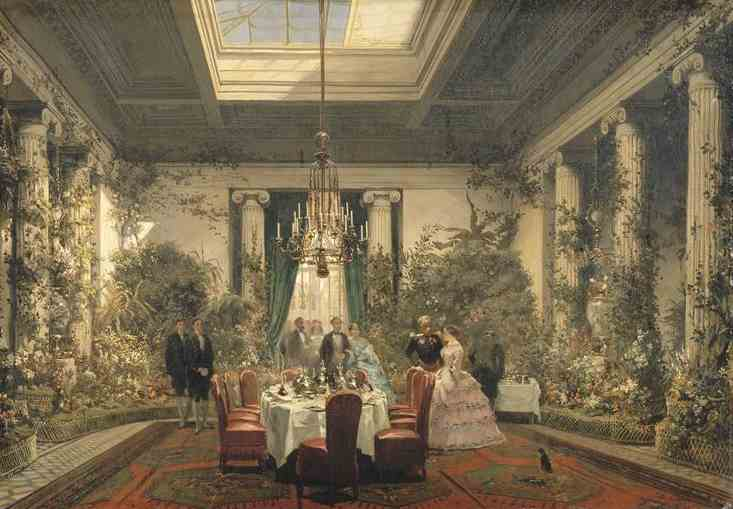
Себастьен Шарль Жиро, Столовая Матильды

Матильда жила в особняке в Париже, где во времена Второй империи, а также после её падения собирался цвет искусства и литературы. Она охотно принимала деятелей культуры, оппозиционно настроенных к режиму Наполеона III. Когда Дюма-отец в очередной раз грубо отозвался об императоре в салоне принцессы, у неё спросили, не поссорилась ли она с известным романистом. Матильда ответила: «Думаю, что поссорилась насмерть… Сегодня он у меня обедает». Когда Жорж Санд ходатайствовала о снисхождении к осуждённым политическим противникам Второй империи, она предпочитала обращаться к Матильде или её брату Жозефу-Наполеону. Вспоминая о своём знаменитом дяде, Наполеоне I, Матильда однажды сказала Марселю Прусту: «Если бы не он, я бы продавала апельсины на улицах Аяччо». Пруст регулярно бывал в салоне принцессы начиная с 1891 года: «Он нравился хозяйке дома, а завсегдатаи салона в память о последнем любовнике принцессы прозвали Пруста Поплен Младший». Как реальное историческое лицо принцесса Матильда введена писателем в условный сюжет повествования его цикла романов «В поисках утраченного времени» (1913—1927). Кроме того, некоторыми чертами принцессы Пруст наделил и другого персонажа цикла — маркизу де Вильпаризи.
После падения Империи Матильда некоторое время жила в Бельгии, позже вернулась во Францию.
Когда в соответствии с законом 1886 года из страны были изгнаны семьи, претендующие на трон Франции, Матильда, единственная из Бонапартов осталась в стране.
На протяжении многих лет принцесса поддерживала отношения с российским императорским двором.
Умерла в Париже в 1904 году, в возрасте 83 лет.